# 大内力
大内 力（おおうち つとむ、1918年6月19日 - 2009年4月18日）は、日本の経済学者。専門は、経済理論・経済政策。学位は、経済学博士（東京大学・1961年）。東京大学名誉教授、信州大学名誉教授。日本学士院会員。勲等は勲二等。
財団法人日本農業研究所研究員、東京大学社会科学研究所助教授、東京大学経済学部教授、東京大学経済学部学部長、東京大学総長特別補佐、信州大学教授、大東文化大学教授、全国大学生活協同組合連合会会長などを歴任。

## 概要
東京府出身の経済学者である。マルクス経済学の経済理論、経済政策を専攻し、宇野弘蔵理論の立場から日本の農業問題を研究。また近代経済学の成果を柔軟に取り入れ、1970年の『国家独占資本主義』では、宇野理論における現状分析として、管理通貨体制下における金融政策（インフレ政策）による賃金上昇抑制と、それによる恐慌への対処を現代国家の本質的機能であるとした。日本農業研究所を経て、東京大学、信州大学、大東文化大学にて教鞭を執り、のちに東京大学名誉教授および信州大学名誉教授となった。
妻の節子は大塚保治の娘で、力と同じく経済学者であり、ジョン・スチュアート・ミルのThe Subjection of Womenを、『女性の解放』のタイトルで、力の父である兵衛と共訳するなどの業績がある。

## 略歴
- 大内兵衛の次男として東京に生まれる。
- 1936年、東京高等師範学校附属中学校（現・筑波大学附属中学校・高等学校）卒業。第一高等学校を経て、
- 1940年、東京帝国大学経済学部経済学科入学。
- 1942年、東京帝国大学卒。日本農業研究所研究員。
- 1946年、東京帝国大学社会科学研究所嘱託。
- 1947年、東京大学社会科学研究所助教授。
- 1948年、『日本資本主義の農業問題』で毎日出版文化賞受賞。
- 1960年、東京大学教授。
- 1961年、経済学博士。農政審議会委員。
- 1968年、米価審議会委員、東京大学評議員、東京大学経済学部長。加藤一郎を補佐する執行部のナンバー2として東大紛争にも関わった。
- 1972年、東京大学総長特別補佐（副総長）。
- 1974年、平和経済計画会議運営委員、東京大学評議員。
- 1979年、定年退官、信州大学教授。
- 1982年、日本学士院会員。
- 1984年、信州大学名誉教授、日本学術会議会員推薦管理会委員。
- 1987年、大学生協東京事業連理事長、大東文化大学教授。
- 1988年、雇用審議会委員。
- 1989年、全国大学生活協同組合連合会会長理事、学士会常務理事、生協総合研究所理事長。
- 1990年、勲二等旭日重光章受章。
- 2000年、生活協同組合・東京高齢協理事長。
- 2002年、日本高齢者生活協同組合連合会会長理事。また農政審議会、米価審議会の各委員、雇用審議会会長も務めた。
- 2009年、肺炎のため東京都新宿区の病院で死去。墓所は多磨霊園。

## 著書

### 単著
- 日本資本主義の農業問題 日本評論社 1948
- 日本農業の論理 日本評論社 1949
- 日本農業の財政学 東大協同組合出版部 1950
- 農業問題 岩波全書 1951
- 農業恐慌 有斐閣 1954
- 肥料の経済学 法政大学出版局 1957
- 農家経済 中央経済社 1957
- 地代と土地所有 東京大学出版会 1958
- 農業史 東洋経済新報社 1960
- 日本経済論 東京大学出版会 1962－63
- アメリカ農業論 東京大学出版会 1965
- 「経済学」批判 Z君への手紙 日本評論社 1967
- 日本における農民層の分解 東京大学出版会 1969
- 国家独占資本主義 東京大学出版会 1970
- 農業経済学序説 時潮社 1970
- 経済学における古典と現代 東京大学出版会 1972
- われわれの当面するもの 御茶の水書房 1972
- 現代アメリカ農業 1960年代の変貌 東京大学出版会 1975
- 日本農業論 岩波書店 1978
- 旅びと 東京大学出版会 1978
- 信用と銀行資本 東京大学出版会 1978
- 大内力経済学大系 全8巻 東京大学出版会 1980－2009
- 新しい社会主義像の探求 労働社会問題研究センター出版局 1980
- 国家独占資本主義・破綻の構造 御茶の水書房 1983
- 冬ごもり 東京大学出版会 1988
- 農業の基本的価値 家の光協会 1990
- みの虫 東京大学出版会 1998
- 埋火 大内力回顧録 御茶の水書房 2004
- 協同組合社会主義論 大内力語録 こぶし書房 2005
- 国家独占資本主義 こぶし書房 2007

### 共編著
- 近代財政の理論 その批判的解明 武田隆夫,遠藤湘吉 時潮社, 1955
- 日本農業の基礎知識 金沢夏樹,福武直 東京大学出版会, 1958
- 農業経済小辞典 学生社, 1962
- 国立銀行の研究 加藤俊彦 勁草書房, 1963
- インド村落の社会経済構造 福武直・中根千枝 アジア経済研究所, 1964
- 日本の農業 金沢夏樹・福武直 東京大学出版会, 1964
- 経済学概論 戸原四郎・大内秀明 東京大学出版会, 1966
- 日本の歴史24 ファシズムへの道 中央公論社、1967、中公文庫、1974
- 日本経済の統計的分析 木村健康・宮沢光一 岩波書店, 1967
- 明治初年の貿易統計 山口和雄 東京大学経済学会, 1968
- 現代日本の労働経済 日本評論社, 1970
- 現代日本経済論 東京大学出版会, 1971
- 現代資本主義の運命 東京大学出版会, 1972
- 人物・日本資本主義 1－3 大島清・加藤俊彦 東京大学出版会, 1972－76
- 世界経済と日本経済 加藤俊彦・三潴信邦 東京大学出版会, 1973
- 現代社会主義の可能性 東京大学出版会, 1975
- 資源涸渇と食糧危機 学陽書房, 1975
- 現代資本主義と財政・金融 東京大学出版会, 1976
- 現代の景気と恐慌 有斐閣選書, 1978
- スリランカの稲作農村 東京大学出版会, 1980
- 日本の対米・対アジア経済関係をどう考えるか 御茶の水書房, 1986
- 日本の米を考える 1－4 佐伯尚美共編 家の光協会, 1995－96

### 翻訳
- ドイツ農民戦争 フリードリヒ・エンゲルス 岩波文庫, 1950
- 間接税と労働者階級 フェルディナント・ラサール 岩波文庫, 1960
- 徳川時代の年貢 トマス・C.スミス 東京大学経済学会, 1965
- マルクス・エンゲルス農業論集 岩波文庫, 1973